# Ingeborg Kaiser
Ingeborg Kaiser (* 7. August 1930 in Neuburg an der Donau; heimatberechtigt in Basel) ist eine deutsch-schweizerische Schriftstellerin.

## Leben
Ingeborg Kaiser zog nach ihrem Abitur und Berufsjahren in Augsburg 1960 nach Basel. Nach ihrer Heirat erhielt sie das Schweizer Bürgerrecht. Um aus ihrer Isolation herauszukommen, begann sie zu schreiben. Zitat von Kaiser: „George Orwells Nineteen Eighty-Four (1984) ist nah. Unsere Gesellschaft sieht nicht, dass sie ohne Kunst – ganz gleich in welcher Form – zu einer Gesellschaft von Robotern würde…“
Ab 1968 veröffentlichte Ingeborg Kaiser Prosa und Lyrik. 1984/85 war sie Hausautorin am Stadttheater Chur.
Ihr Archiv befindet sich im Schweizerischen Literaturarchiv in Bern.

## Auszeichnungen
- Deutscher Kurzgeschichtenpreis, 1984
- Pro Helvetia 1992
- Schweizerische Bankgesellschaft, Zürich 1992
- Förderpreis ProLitteris 2011
- Förderpreis ProLitteris 2012

## Veröffentlichungen

### Prosa  (Auswahl)
- Staubsaugergeschichten. Erzählungen. GS, Zürich 1975 (Gute Schriften, Band 401)
- Basler Texte Nr.8. Erzählungen. Pharos Verlag, Basel 1978
- Die Ermittlung über Bork. Roman. Sauerländer, Aarau 1978
- Die Puppenfrau. Roman. Orte, Zürich 1982
- Verlustanzeigen. Erzählungen. Sauerländer, Aarau 1982
- Ein Denkmal wird zertrümmert. Erzählungen. GS, Basel 1984 (Gute Schriften, Band 505)
- Eulenweg. Tagebuch einer Hausautorin am Stadttheater Chur. Gasser, Chur 1986
- Möblierte Zeit. Erzählungen. Janus, Basel 1992
- Regenbogenwahn. Roman. eFeF, Bern 1995
- Mord der Angst. Roman. eFeF, Bern 1996
- Den Fluss überfliegen. Roman. eFeF, Bern 1998
- Alvas Gesichter. Roman. OSL, Riehen 2008
- Ich war, ich bin, ich werde sein, Rosa Luxemburg – Rainer Werner Fassbinder, Hinterlassenschaften. Collection Montagnola. Editor Klaus Isele, Eggingen. 2015
- Ich fürchte mich jetzt vor gar nichts mehr, ein literarisches Porträt von Rosa Luxemburg (überarbeitete Neuauflage von Roza und die Wölfe, 2002). Collection Montagnola. Editor Klaus Isele, Eggingen. 2015

### Lyrik
- Manchmal fahren Züge. Orte, Zürich 1983
- Heimliches Laster, episches Gedicht und Lyrik. eFeF, Bern 1992
- Zeittasten. Orte, Zelg-Wolfhalden 2002
- Galgenmut, Lyrik 2007
- Matou, Gedichte, 2008
- Gegen Abend oder später. Lyrik und Prosa, 2010
- vom schweigen sprechen, COLLECTION MONTAGNOLA. Editor Klaus Isele, Eggingen. 2015

### Hörspiele, Stücke (Theater, Radio, Fernsehen)
- Spätlese, Erzählung und Gedichte
- Grüss mir das Leben (über Isolde Kurz), Feature
- Lernen zu leben ist schwerer als Sterben, Essay
- Chiffren der Kälte, Feature
- Ordnungshüter, Hörspiel (Radio Basel, 1973)
- Am Freitagabend, Hörspiel (DRS II, 1983)
- Bitte, keine Beeren, Hörspiel (ORF Wien, 1983)
- Endstation, Einakter, Drehpunkt Nr. 57, Basel 1983
- Freitagabend I (Stadttheater Chur, UA 1983)
- Freitagabend II (Stadttheater Chur, UA 1985)
- In Steinschuhen tanzen (Theater am Zytglogge Bern, UA 1988)
- Lesart, mit Hugo Loetscher (SWF, 1997)
- Róża und die Wölfe : biografische Recherchen zu Rosa Luxemburg. Janus, Basel 2002